# Carnetin
 Carnetin  es una población y comuna francesa, en la región de Isla de Francia, departamento de Sena y Marne, en el distrito de Torcy y cantón de Thorigny-sur-Marne.

## Demografía
| 224 | 233 | 242 | 208 | 231 | 225 | 217 | 220 | 177 | 187 | 180 | 182 | 183 | 168 | 185 | 185 | 193 | 198 | 169 | 167 | 188 | 179 | 220 | 192 | 213 | 231 | 215 | 207 | 311 | 376 | 411 | 435 | 427 |
| Para los censos de 1962 a 1999 la población legal corresponde a la población sin duplicidades (Fuente: INSEE [Consultar]) |     |     |     |     |     |     |     |     |     |     |     |     |     |     |     |     |     |     |     |     |     |     |     |     |     |     |     |     |     |     |     |     |